# Сотско језеро
Сотско језеро, познато и као Сот, језеро је смештено источно од истоименог села, општина Шид. Од центра општине Шид удаљено је 10, а од Београда око 100 километара. Настало је преграђивањем долине потока Шидина 1977. године браном дугом 150, високом 15,6 метара. Језеро се пружа правцем запад—исток, има површину од око 20 хектара, док му је запремина 880.000 кубних метара. Брдовите обале језера, које се уздижу и до 200 метара висине, прекривене су ливадама и шумама храста, граба и четинара.
Само језеро и област око њега су под управом предузећа Национални парк Фрушка гора, а у близини се налазе женски манастири Привина Глава и Света Петка.